# Лемка
Ле́мка (рос. Лемка) — річка в Удмуртії (Сюмсинський район), Росія, ліва притока Лумпуна.
Річка починається на території присілку Леми (звідси й назва) з невеликого ставка. Русло спрямоване спочатку на південь, потім на південний захід. Впадає до Лумпуна на північний захід від села Зон.
Русло вузьке, долина неширока. Береги заліснені, місцями заболочені. Приймає декілька дрібних приток.
Над річкою розташовано село Леми, у середній течії збудовано міст.